# Iola (Teksas)
Iola – miasto w Stanach Zjednoczonych, w stanie Teksas, w hrabstwie Grimes.